# Oden
L'oden (おでん?) è un piatto invernale tipico della cucina giapponese. Si tratta di una zuppa che prevede la cottura di vari ingredienti (come daikon, konnyaku, uova, ganmodoki) nel brodo dashi, fatto con katsuobushi (tonnetto secco) e alghe konbu; il tutto viene poi insaporito con salsa di soia.

## Ingredienti
Esistono numerosi ingredienti tra cui scegliere. Tra le spezie utilizzate per condire l'oden vi è il karashi, una senape piccante tipica del Giappone. Fra gli ingredienti che vengono utilizzati più comunemente vi sono:
- Uova sode
- Daikon: detto anche ravanello bianco o ravanello giapponese, è una grossa radice diffusa soprattutto in Asia.[4]
- Suji
- Konnyaku
- Carota
- Shiitake
- Kabocha (una varietà invernale di Cucurbita maxima)
- Cavolo
- Patate
- Tsukune
- Polpo
- Tebichi
- Tofu:
  - Ganmodoki
  - Atsuage
  - Aburaage
- Surimi:
  - Bakudan
  - Chikuwa
  - Gobomaki
  - Hanpen
  - Ikamaki
  - Kamaboko
  - Shinjoage

## Varianti
A seconda del luogo del Giappone vi sono modi diversi di preparare tale pietanza:
- A Nagoya viene chiamato Kantō-ni (関東煮) e si fa un uso maggiore della salsa di soia;
- Nel Kansai a volte viene chiamato Kantō-daki (関東煮 o 関東炊き) ed è noto per il suo sapore forte;
- A Shizuoka viene condito con brodo di carne e salsa di soia scura.